# Pietro Castiglia (politico 1808)
Pietro Castiglia (Palermo, 21 gennaio 1808 – Palermo, 29 ottobre 1879) è stato un politico italiano.